# Constantin de Bretagne
Constantin II de Bretagne ou Kystenin Vendigeit était, selon Geoffroy de Monmouth, un roi légendaire de Bretagne. Il est assimilable à l'usurpateur historique Constantin III. 

## Contexte
Constantin II de Bretagne connu dans la tradition sous le nom de Kystenin Vendigeit ou Constantin le Béni est roi de Bretagne à l'époque où le retrait des troupes romaines laisse l'île de Bretagne sans défense face aux attaques des Pictes et des Saxons.
Constantin est un fils cadet du légendaire roi d'Armorique Salomon selon un document anonyme du XIVe siècle le Chronicon Briocense. Selon Geoffroy de Monmouth, après avoir pris conseil des nobles, Guithelin ou Guidelium, archevêque de Londres, se rend en Petite Bretagne chez Aldroenus, le quatrième roi après Conan Mériadec à qui Magnus Maximus avait confié ce royaume. Il lui expose la situation de l'île et lui demande de prendre la tête des bretons. Aldroenus refuse mais désigne son frère cadet Constantin à qui il joint 2 000 guerriers pour libérer le pays et rétablir la royauté des Bretons. Constantin réussit à vaincre les ennemis et il est couronné roi à Silchester. II épouse une noble d'origine romaine qui lui donne trois fils. L'ainé Constant est envoyé à Amphibalus de Winchester pour devenir moine. Le roi garde les deux cadets Ambrosius Aurelianus et Uther Pendragon à ses côtés
À la mort de Constantin II, assassiné par un Picte, une querelle oppose les nobles sur le choix de son successeur un parti soutient Ambrosius l'autre Uther. Le chef des Gewissae Vortigern persuade le fils aîné du roi Constant à revendiquer le pouvoir. Vortigern gouverne pour le compte du faible Constant avant de le faire assassiner par ses gardes Pictes et de se faire couronner roi de Bretagne insulaire

## Sources
- (en) Peter Bartrum, A Welsh classical dictionary: people in history and legend up to about A.D. 1000, Aberystwyth, National Library of Wales, 1993, p. 178 CUSTENNIN FENDIGAID. (415).
- (fr) Histoire des rois de Bretagne, traduit et commenté par Laurence Mathey-Maille, Édition Les belles lettres, coll. « La roue à livres », Paris, 2004,  (ISBN 2-251-33917-5)